# Sherardia
Sherardia es un género monotípico de plantas con flores perteneciente a la familia de las rubiáceas. Incluye una sola especie: Sherardia arvensis L.. Es nativa de Macaronesia y Europa mediterránea hasta el centro de Asia.

## Descripción
Pequeña planta herbácea, cespitosa, anual que alcanza un tamaño de hasta 40 cm de altura; los tallos son cuadrangulares con espinas curvadas hacia abajo, y 4-6 hojas lanceoladas en cada verticilo. Las flores son de color lila de 2-3 cm de diámetro, en una densa inflorescencia terminal rodeada de 8-10 brácteas foliáceas fusionadas juntas en su bases. Corola embudada, 4-6 mm largo, con 4 lóbulos extendidos. El fruto con 2 lóbulos ásperos y setosos coronados con los dientes del cáliz. Florece en primavera y verano. 

## Hábitat
Habita en terreno cultivado, praderas secas, barbechos y céspedes.

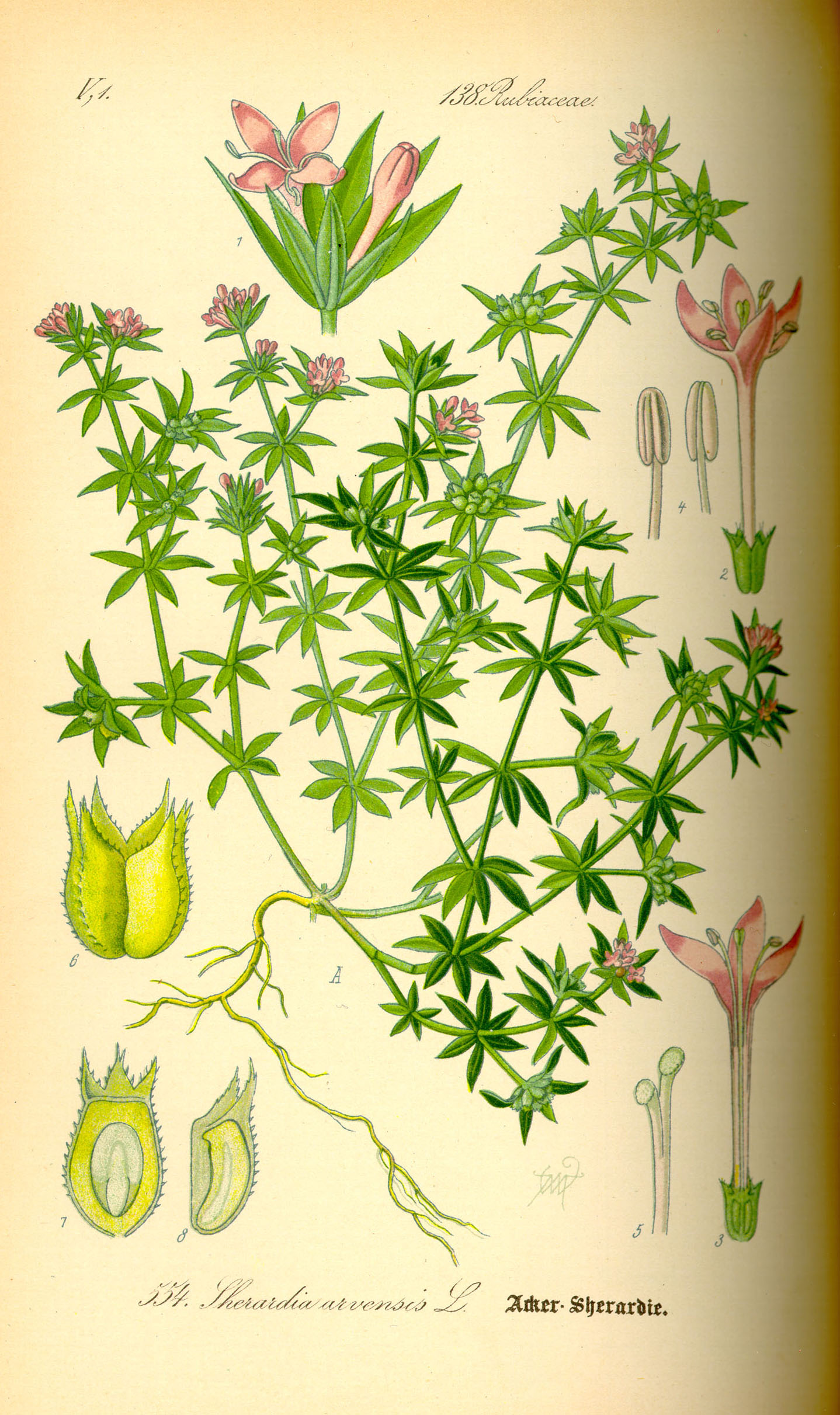
Ilustración

## Taxonomía
Sherardia arvensis fue descrita por Carlos Linneo y publicado en Species Plantarum 1: 102, en el año 1753.
Etimología
Sherardia: género dedicado a William Sherard (1659-1728), botánico inglés.
arvensis: procede del latín arva, que significa campo de labranza, es decir, que se trata de una especie que aparece en campos cultivados.
Citología
Número de cromosomas de Sherardia arvensis (Fam. Rubiaceae) y táxones infraespecíficos: 
2n=22.
Sinonimia
- Asperula sherardia Hallier
- Asperula sherardia var. maritima (Griseb.) Höck
- Asterophyllum scherardianum Schimp. & Spenn.
- Galium sherardia E.H.L.Krause
- Hexodontocarpus arvensis (L.) Dulac
- Sherardia affinis Gand.
- Sherardia agraria Tornab.
- Sherardia elliptica Gand.
- Sherardia maritima (Griseb.) Borbás
- Sherardia pantocsekii Gand.[5]

## Nombre común
- Se conoce como "raspilla".